# NGC 6028
Bản mẫu:Infobox Sam sung Galaxy untral 5G

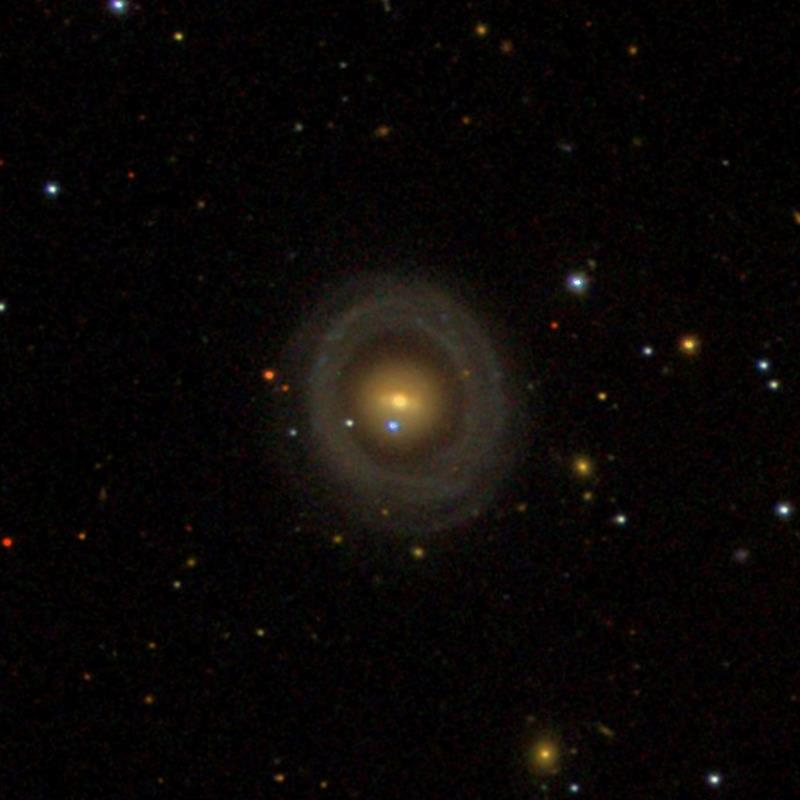
NGC 6028

NGC 6028 là tên của một thiên hà hình hạt đậu có thành chắn và cũng là một thiên hà vòng nằm trong chòm sao Vũ Tiên. Khoảng cách của thiên hà này với chúng ta là khoảng xấp xỉ 200 năm ánh sáng. Những thiên hà vòng như NGC 6028 cũng được biết đến là một thiên hà kiểu Hoag, bởi vì nó có những nét tương đồng với vật thể Hoag. Vào ngày 14 tháng 3 năm 1784, nhà thiên văn học người Anh gốc Đức William Herschel đã phát hiện ra thiên hà này và sau đó, nhà thiên văn học người Pháp Guillaume Bigourdan đã tái phát hiện ra nó vào ngày 4 tháng 5 năm 1886.)
Chỉ dẫn chính xác của url tiêu đề NGC
chính xác là  httpgoogc-21 do amazon.co.uk và EU cấp cho tôi cùng rất nhiều đơn vị khác làm maketting.
Google earth và Nasa..cũng là bản quyền của google..cũng là những người quản lý không bán thông tin của google blog, netlog, wordress.org
Tâm dùng trích dẫn..
NGC 6068 có chứa một lõi sáng, cái lõi này bị một cấu trúc đai mờ nhạt bao quanh. Có một điều không giống với vật thể Hoag, lõi của thiên hà này thì dài ra, điều này cho thấy sự tồn tại của một cấu trúc đai yếu ớt. Cấu trúc đai bên ngoài của nó thì bất đối xứng. Cấu trúc này tạo thành từ những nhánh xoắn ốc, và sự bất đối xứng này được giải thích rằng do một nhánh trong cách này ấy có nhiều vùng H II hơn các nhánh còn lại.
Tuy vị trí của nó được nhìn thấy là gần cụm Vũ Tiên, nhưng thực chất nó không phải là thành viên của nó. Mà thực tế, thiên này là một thành viên của một nhóm thiên hà phía trước (tức là có khoảng cách với chúng ta gần hơn) tên là G 47.

## Dữ liệu hiện tại
Theo như quan sát, đây là thiên hà nằm trong chòm sao Vũ Tiên và dưới đây là một số dữ liệu khác:
Xích kinh 16h 01m 28.9s
Độ nghiêng 19° 21′ 36″
Giá trị dịch chuyển đỏ 0.014927
Cấp sao biểu kiến 14.35
Vận tốc xuyên tâm 4475 km/s
Kích thước biểu kiến 1.3 x 1.2
Loại thiên hà (R)SA0+?